# Ove Paulsen
Ove Paulsen, född 22 mars 1874, död 29 april 1947, var en dansk botaniker.
Paulsen blev filosofie doktor 1911, planktolog vid den danska avdelningen internationell havsundersökning 1902-16, och var lärare vid statens lärarhögskola 1908-20. 1920 blev han professor i botanik vid Farmaceutisk Læreanstalt. Paulsen deltog i ett flertal vetenskapliga undersökningar, bland annat till Pamir och Västindien, och var främst verksam som planktonforskare, växtsystematiker och ekolog. Bland hans skrifter märks Træk af Vegetationen i Transkaspiens Lavland (1911) och Studies on the vegetation of Pamir (1920).